# Przezierka prosowianka
Przezierka prosowianka, omacnica prosowianka (Ostrinia nubilalis) – gatunek motyla z rodziny wachlarzykowatych.
Motyl o ciele długości 15 mm w przypadku samicy i 12 mm w przypadku samca. Rozpiętość skrzydeł wynosi u niego od 25 do 37 mm. Przednie skrzydło ma żółte lub jasnobrązowe tło z ciemnymi brzegami oraz beżowobrunatnym polem środkowym odgraniczonym cienkimi, zygzakowatymi przepaskami poprzecznymi o brunatnym zabarwieniu. Skrzydło tylne jest jasnożółte z jaśniejszą pręgą środkową.
Owad ten zamieszkuje polany, ugory, przydroża, przytorza oraz uprawy kukurydzy i chmielu. Pierwotnie występował w europejskiej, azjatyckiej i afrykańskiej części rejonu śródziemnomorskiego. Zawleczony został jednak wraz z roślinami uprawnymi do większej części Europy, Ameryki Północnej, a także do północnych rejonów Ameryki Południowej. Owady dorosłe latają nocą, zwłaszcza między zmrokiem a północą. W warunkach polskich aktywne są od czerwca do sierpnia lub września. Samice składają jaja na spodzie liści. Gąsienice są polifagicznymi fitofagami żerującymi na ponad 200 gatunkach roślin, w tym bylicy pospolitej, kukurydzy zwyczajnej, chmielu, prosie zwyczajnym, konopiach siewnych, ziemniaku, burakach, malinach, złocieniach, szpinaku warzywnym, rabarbarach, selerach. Zimowanie gąsienic odbywa się w grubych łodygach roślin zielnych takich jak komosa czerwona, komosa biała, rdest plamisty i szarłat szorstki.

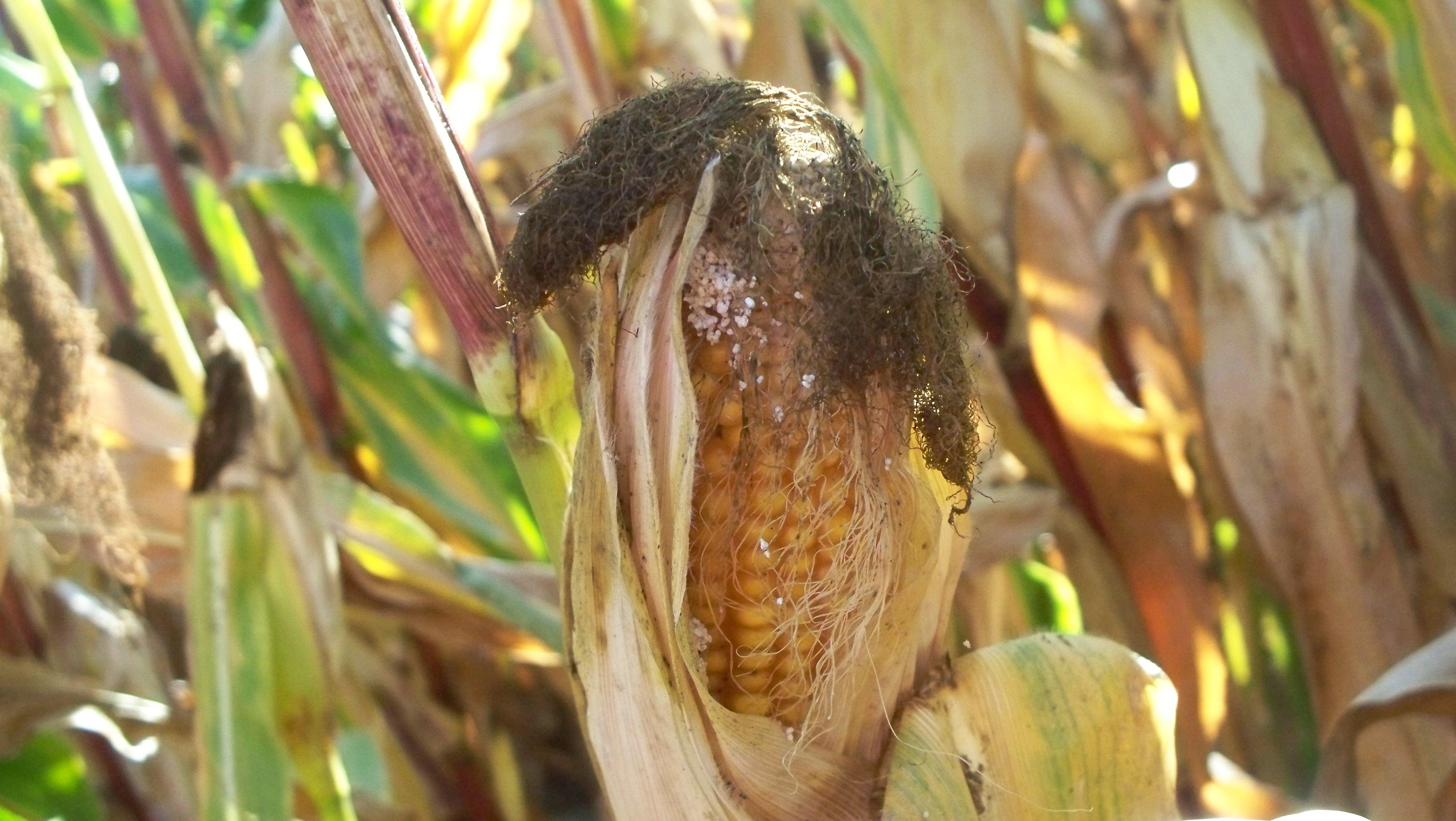
Objawy żerowania

Szczególnie duże szkody wyrządza na plantacjach kukurydzy. Przez spowodowane podczas jej żerowania ranki wnikają do kolb kukurydzy patogeny wywołujące fuzariozę kukurydzy. Masowe pojawienia się omacnicy prosowianki skorelowane są z nasileniami tej choroby.